# 2007年のナショナルリーグワイルドカード決定プレイオフ
2007年のナショナルリーグワイルドカード決定プレイオフは、2007年10月1日にコロラド・ロッキーズとサンディエゴ・パドレスの間で行われたナショナルリーグワイルドカード決定戦である。

## 経緯と試合展開
2007年のナショナルリーグは9月26日の時点でプレイオフ進出確定チームが1つも決まらないという激戦となり、特にナショナルリーグ西地区はダイヤモンドバックス・パドレス・ロッキーズの三つ巴状態が続いた。最終戦までに3地区とも地区優勝チームは確定したが、残るワイルドカード枠はパドレスとロッキーズが89勝73敗で並び、21世紀初のワンゲームプレイオフが開催されることになった。
試合はロッキーズが2回までに3点を挙げればパドレスも3回に5点を挙げるなど一進一退が続き、延長13回までもつれ込んだ。その延長13回にはパドレスが2点を挙げるも、その裏にロッキーズがパドレス守護神のトレバー・ホフマンを攻めたて、3点を挙げてサヨナラ勝利を収め、NLDSへ進出した。

## 試合結果
表中のRは得点、Hは安打、Eは失策を示す。
- コロラド州デンバー - クアーズ・フィールド

|            | 1 | 2 | 3 | 4 | 5 | 6 | 7 | 8 | 9 | 10 | 11 | 12 | 13 | R | H  | E |
| ---------- | - | - | - | - | - | - | - | - | - | -- | -- | -- | -- | - | -- | - |
| パドレス   | 0 | 0 | 5 | 0 | 0 | 0 | 0 | 1 | 0 | 0  | 0  | 0  | 2  | 8 | 15 | 0 |
| ロッキーズ | 2 | 1 | 1 | 0 | 1 | 1 | 0 | 0 | 0 | 0  | 0  | 0  | 3  | 9 | 14 | 1 |

1. 勝利：ラモン・オルティズ (5-4)
2. 敗戦：トレバー・ホフマン (4-5)
3. 本塁打
SD：エイドリアン・ゴンザレス (30) スコット・ヘアストン (11)
COL：ヨービット・トレアルバ (8) トッド・ヘルトン (17)